# キングゴリラII
『キングゴリラⅡ』（キングゴリラツー）は、1992年5月にSANKYOが発売した、センター役物の中に回転するゴリラが配置されているパチンコ機のシリーズ名。
『キングゴリラⅡ』の1機種がある。

## 概要
貯留型の羽根モノタイプ。中央のゴリラはV入賞後に1回転する。ゴリラの腹部分にはVゾーンに向かいやすい通り道があり、大当たり中は貯留もできる。ゴリラの足元には常時左右に動くマラカスがあり、玉の軌道を変える。
上段でゴリラの腹部分を通過した玉が、下段中央の穴から出てきて真っ直ぐ転がってVゾーンに入賞するパターンがほとんどである。

## スペック
- キングゴリラⅡ
  - 賞球数 ALL10
  - 大当たり最高継続 15R
  - 最大貯留 3個

## 演出
通常時の羽根開閉時間は、1チャッカーに入賞すると0.35秒、2チャッカーの場合は0.65秒×2回である。
V入賞するとゴリラの腹に最高3個の玉を貯留する。ハズレ3カウントか羽根開閉15回後に貯留が解除される。貯留された玉は下段のマラカスの間を抜けVゾーンを目指す。マラカスは常時左右に動き、通常時はこのマラカスがV入賞を阻む役割をしているが、